# Саутгемптон (Массачусетс)
Саутгемптон (англ. Southampton) — місто (англ. town) в США, в окрузі Гемпшир штату Массачусетс. Населення — 6224 особи (2020).

## Демографія
Згідно з переписом 2010 року, у місті мешкали 5792 особи в 2249 домогосподарствах у складі 1682 родин. Було 2337 помешкань
Расовий склад населення:
| - 97,3 % — білих - 0,6 % — азіатів - 0,4 % — чорних або афроамериканців - 0,1 % — корінних американців |

До двох чи більше рас належало 1,2 %. Частка іспаномовних становила 1,5 % від усіх жителів.
За віковим діапазоном населення розподілялося таким чином: 21,8 % — особи молодші 18 років, 65,4 % — особи у віці 18—64 років, 12,8 % — особи у віці 65 років та старші. Медіана віку мешканця становила 44,7 року. На 100 осіб жіночої статі у місті припадало 94,1 чоловіків;  на 100 жінок у віці від 18 років та старших — 93,2 чоловіків також старших 18 років.
Середній дохід на одне домашнє господарство  становив 112 179 доларів США (медіана — 89 423), а середній дохід на одну сім'ю — 135 601 долар (медіана — 115 500). Медіана доходів становила 66 094 долари для чоловіків та 55 473 долари для жінок. За межею бідності перебувало 4,6 % осіб, у тому числі 4,2 % дітей у віці до 18 років та 2,1 % осіб у віці 65 років та старших.
Цивільне працевлаштоване населення становило 3212 осіб. Основні галузі зайнятості: освіта, охорона здоров'я та соціальна допомога — 35,7 %, виробництво — 10,6 %, публічна адміністрація — 8,1 %, науковці, спеціалісти, менеджери — 7,8 %.